# Dicranota sinoalpina
Dicranota (Rhaphidolabis) sinoalpina là một loài ruồi trong họ Pediciidae. Chúng phân bố ở vùng sinh thái Palearctic.